# Magritte Museum

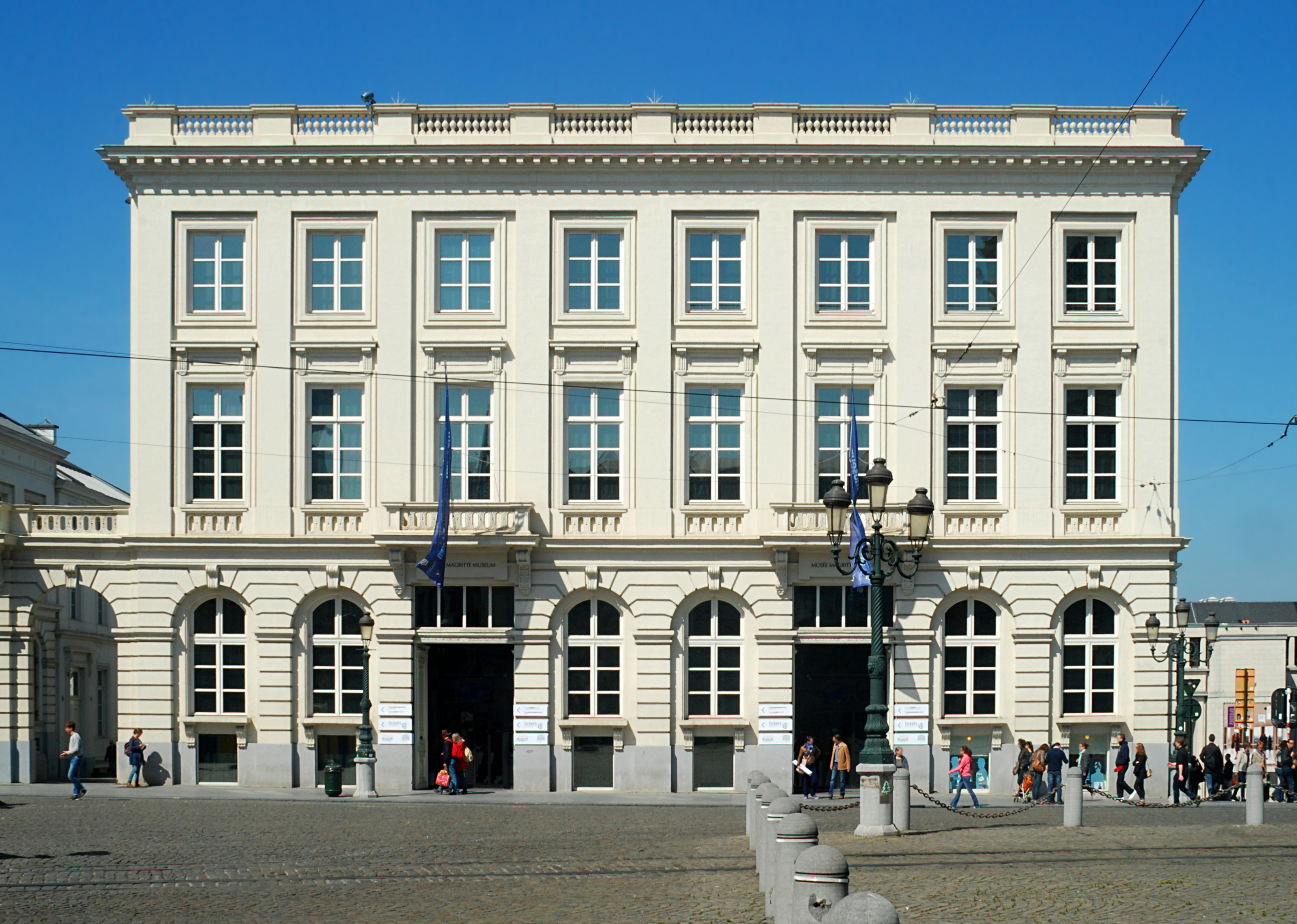
Magritte Museum

Het Magritte Museum (Frans: Musée Magritte) aan het Koningsplein in Brussel herbergt een kunstverzameling van meer dan 200 werken van de Belgische surrealist René Magritte. Deze grootste verzameling van Magrittes oeuvre is ondergebracht in de Koninklijke Musea voor Schone Kunsten van België te Brussel en kwam tot stand in samenwerking met de Magritte Stichting en met ondersteuning van SUEZ.
Op 30 mei 2009 was het publiek welkom op de opening met daarbij allerlei surrealistische activiteiten op het Koningsplein. De feitelijke museumwerking startte op dinsdag 2 juni 2009.
In 2023 heropende het museum na een zes maanden durende renovatie, waarbij ook een reuzenappel op het dak werd geplaatst.

## Collectie
De kunstverzameling omvat schilderijen uit alle perioden van Magrittes schilderscarrière, gouaches alsook tekeningen en bronzen beelden. Het museum toont ook manuscripten, vergeelde schotschriften uit surrealistische publicaties, brieven en vakantiekiekjes met daarbij de grappige filmpjes die de kunstenaar met zijn vrienden maakte. Er klinken liedjes waarvan Magritte de partituur illustreerde. Enkele verzamelaars stonden langdurige bruiklenen toe van de reclametekeningen die de kunstenaar in de jaren 20 om den brode maakte. Door dit te tonen te midden van het bekende oeuvre van de kunstenaar komt het kleurrijke leven van het surrealistische Brusselse interbellum via authentieke documenten tot leven.
Het Magrittearchief werd in juni 2008 aangevuld met de aankoop van de persoonlijke correspondentie tussen de kunstenaar en Paul-Gustave Van Hecke. Van Hecke was in de jaren twintig van de 20e eeuw een belangrijk kunstcriticus, redacteur van het tijdschrift "Sélection" en uitbater van de gelijknamige kunstgalerie. In dit verband introduceerde hij het surrealisme in België en gaf hij een tentoonstellingscontract aan de toen nog onbekende René Magritte.
Sinds de renovatie in 2023 telt de collectie 29 nieuwe werken in bruikleen.

## Opzet en uitwerking

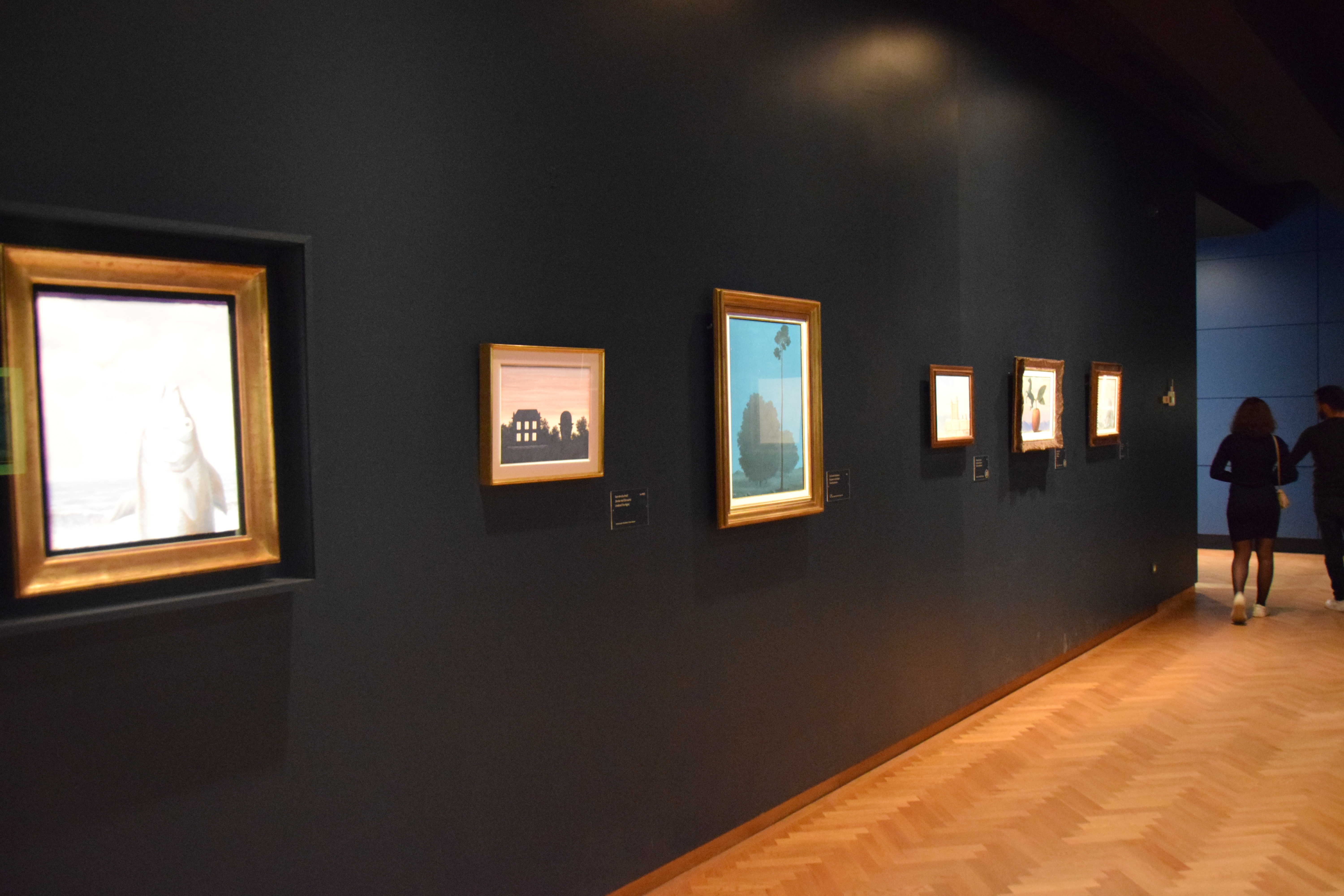

De museumzalen ogen redelijk donker zonder daglicht binnen te laten, dit omwille van bewaartechnische eisen van de vele tekeningen, brieven, gouaches en foto's. Dit schept een ietwat magische sfeer waardoor de presentatie minder museaal oogt. Men koos niet voor een thematische maar voor een chronologische opstelling van boven naar beneden. De geconcentreerde opstelling van zoveel topwerken op één locatie maakt dit oeuvre wel kwetsbaar. Het bezoekersaantal is per uur tot een maximum beperkt om veiligheidsredenen.
Het museum profileert zich als belangrijk centrum voor de studie van de schilder en het surrealisme, naar analogie met het Van Gogh Museum te Amsterdam of het Zentrum Paul Klee te Bern. Na een half jaar werking telde men al 260 000 bezoekers waardoor mede met de inkomsten van de museumshop het museum zichzelf kan bedruipen. Men zal in de toekomst een wetenschappelijke medewerker aantrekken om thematentoonstellingen over Magritte op te zetten.
De toegang van het museum is gesitueerd aan de Regentschapsstraat, een belangrijke verbinding tussen het Warandepark, via het Koningsplein naar het Justitiepaleis van Brussel.

### Film
Beneden in het museum is een film over het leven van René Magritte te zien. Verder zijn er korte filmpjes te zien op de diverse verdiepingen.

### Onderzoekcentrum
Er is een onderzoekcentrum met een online zoekinstrument. De databanken FABRITIUS (Fine Arts BRussels InTernet and Intranet USers) en ARCHIBALD (ARCHIves of Belgian Art – Letters and Documentation) geven online respectievelijk toegang tot de catalogus van de Koninklijke Musea voor Schone Kunsten van België en de fondsen bewaard in het Archief voor Hedendaagse Kunst in België.

### Educatie
Voor zowel basisscholen als het voortgezet onderwijs is er een educatief programma ontwikkeld.

### Museumwinkel
Er is een museumwinkel met vele boeken, posters en kaarten over de werken van René Magritte.

### Museumcafé
Er is een horeca-gelegenheid waar wat gegeten en gedronken kan worden.

## Mecenaat
De Koninklijke Musea voor Schone Kunsten in Brussel bezitten met hun 200 stuks de rijkste Magritte-verzameling ter wereld. Deze kwam vooral tot stand door giften en legaten van familie en vrienden van de kunstenaar, vooral door het omvangrijke legaat van het schrijversechtpaar Louis Scutenaire en Irène Hamoir en van de weduwe Georgette Magritte. De collectie werd aangevuld met aankopen door de Koninklijke Musea voor Schone Kunsten van België, aangevuld met private bruiklenen.
Tijdens de verbouwingswerkzaamheden schermde een op een zeil aangebrachte afbeelding van een schilderij van Magritte (L'empire des lumières) de gevels af. De Regie der Gebouwen investeerde één miljoen euro in het project en staat in voor het herstel de gevelrestauratie en de isolatie van het dak. Daarnaast komt er een nieuwe lift met sanitaire aanpassingen. Met een schenking van € 4,5 miljoen staat SUEZ in voor de inrichtingskosten zoals de beveiliging, de klimaatregeling, de verlichting en de multimediale toepassingen. De SUEZ-groep zal met dit competentiemecenaat haar ervaring en vakmanschap gratis ten dienste stellen van dit museografisch project.

## Indeling
Te zien zijn onder meer een levensloop over een bepaalde periode met foto's. Het museum bestaat uit drie verdiepingen onderverdeeld in:
- Het mysterie in werking
- De grote ontsnapping
- De verovering van het surrealisme